# Kutu Sjara
Kutu Sjara (georgiska: კუტუ შარა) är ett vattendrag i Georgien. Det ligger i regionen Abchazien, i den nordvästra delen av landet, 400 km nordväst om huvudstaden Tbilisi.